# Botrychiaceae
Botrychiaceae es una familia de helechos. Incluye los géneros Botrychium, Botrypus y Sceptridium . Anteriores clasificaciones incluían Botrychium en la familia Ophioglossaceae.
La familia no está reconocida en la clasificación de Smith et al., quienes incluyen a Botrychiaceae dentro de Ophioglossaceae.